# Odlikovanja u Hrvatskoj

## Hrvatsko-Ugarska Kraljevina
Istovremeno s osnutkom europskih redova, počeli su se osnivati svjetovni viteški redovi i u Hrvatsko-Ugarskom kraljevstvu. Tako je još za vladavine Ludovika Velikog osnovan Viteški red zlatne ostruge. Navodno je osnovan prilikom Ludovikova krunjenja 1342., što je, čini se, prerana datacija. Poznato je, međutim, da je kralj Žigmund, vraćajući se iz Nikopolja, 21. prosinca 1396. doplovio mletačkim galijama u Dubrovnik. Dubrovčani su mu ukazali najviše počasti, darovali ga znatnom svotom novca, a Žigmund je zauzvrat imenovao dubrovačkog kneza Maroja Ristića vitezom Reda zlatne ostruge, odredivši ujedno, da znakove reda nose i njegovi sljedbenici.
Godine 1408. kralj Žigmund je slavio konačnu pobjedu u Ugarskoj, Hrvatskoj, Dalmaciji i Bosni. U to vrijeme rodila mu se kći Elizabeta, iz braka s Barbarom Celjskom, kćeri grofa Hermana. Sve ove događaje trebalo je dolično obilježiti, a ujedno je kraljevski par htio na neki način nagraditi one velikaše koji su pridonijeli njegovoj konačnoj povjedi. Tako je 12. prosinca 1408. utemeljen Viteški red zmaja. Na čelu reda, koji je u početku imao dvadesetčetiri člana, nalazili su se kraljevski par Žigmund i Barbara. Nedugo zatim red je proširen pristupom austrijskog vojvode Ernsta Habsburškog i dvadesetpetorice njegovih vazala. Nažalost, nema podataka o broju članova niti pregleda njihovih imena kroz čitavo postojanje reda. Zna se da su članovi reda bili pripadnici tada najmoćnijih obitelji Hrvatsko-Ugarskog Kraljevstva poput Celjskih, Gorjanskih, Morović(plemićka obitelj)a, Perenja, Alšanskih, Krbavskih, Konjevića i drugih. Žigmund je u Viteški red zmaja uveo i velikog vojvodu Aleksandra Litavskog. Žigmundov nasljednik Albert V. Habsburški poslao je 22. lipnja 1439. insignija reda vojvodi od Norfolka, moćnom feudalcu iz daleke Engleske.
Po svojoj otvorenosti i svrsi Viteški red zmaja je anticipirao redove za zasluge nastale u Europi skoro tri stoljeća kasnije, u vrijeme stvaranja apsolutističkih monarhija. Red je postojao do početka 16. stoljeća, kada nestaje s povijesne scene.

## Habsburška Monarhija
Godine 1527., na Cetinskom saboru, Ferdinand Habsburški izabran je za hrvatskog kralja. Otada je sudbina hrvatskog naroda čvrsto vezana za dinastiju Habsburgovaca. Habsburgovci su, poput ostalih europskih vladara imali svoje viteške redove; jedan od njih bio je legenendarni Red zlatnog runa. Red zlatnog runa bio je ekskluzivno društvo, u kojem je najveći broj članova pripadao kući Habsburg. Stoga je malo hrvatskih velikaša bilo nositeljima prekrasnog znaka reda. Jedan od njih je primjerice bio ban Nikola Zrinski, koji je 1664. dobio Red zlatnog runa, za izvanredni ratni uspjeh protiv Turaka. Zrinski je u siječnju i veljači 1664. u Ugarskoj osvojio nekoliko utvrđenja, poharao oko tisuću sela, popalio i opljačkao Pečuh (Pecs) i spalio do temelja glasoviti Sulejmanov most u Osijeku. Vijest o tome pothvatu munjevito se pronijela Europom; o njem su pisali brojni pisci, povjesničari i suvremenici. U znak priznanja dodilio mu je španjolski kralj Filip IV. Red zlatnog runa.
U 18. stoljeću, vremenu kada se u Europi osnivaju redovi za zasluge, u sastav Habsburške Monarhije ulazili su Banska Hrvatska, Slavonija sa Srijemom, te Vojna krajina. Mletačka Republika držala je Dalmaciju s otocima, osim Lastova i Mljeta, poluotoka Pelješca i priobalnog pojasa južno od Neuma i sjeverno od Boke kotorske, koji su bili u sastavu Dubrovačke Republike. Mletački su bili i otoci sjevernog Jadrana, veći dio Istre, te Boka kotorska. Iako je Venecija imala vlastite viteške redove (Poznati su bili Red čarape, Red svetog Marka, Red zlatne stole i Red dužda), mletačka odlikovanja nisu uhvatila korijena u našim krajevima. Doduše, poznato je, da je 13. ožujka 1670. mletački Senat odlikovao uskočkog vojvodu Stojana Jankovića. Stojan Janković proglašen je vitezom Reda sv. Markam dobio je zlatnu ogrlicu reda s medaljom sv. Marka, a uz to i još sto dukata. Takve dodjele odlikovanja bile su u Venecije prije izuzetak nego li politička praksa.

## Napoleonova vladavina u Hrvatskoj
Mletačku Republiku i njezinu vlast u Istri i Dalmaciji okončao je Napoleon 1797. godine. Pad Venecije iskoristili su i Austrijanci i okupirali Dalmaciju. Prilike su se ubrzo promijenile zahvaljujući Napoleonovim pobjedama na europskim ratištima. Požunskim mirom, sklopljenim dne 26. prosinca 1805., Francuzi dobivaju bivše mletačke psojede, ukidaju Dubrovačku Republiku (1808.), te zauzimaju velik dio habsburških zemalja. U novoosnovane Ilirske provincije pod francuskom upravom bile su uključene Istra, Civilna Hrvatska, hrvatska Vojna krajina, Dalmacija i Dubrovnik.
Francuzi su u naše krajeve donijeli znamenito Napoleonovo odlikovanje - Orden Legije časti - koje se masovno dijelilo za vojne i civilne zasluge i utjecalo na razvoj drugih europskih odlikovanja. Međutim, iako se to odlikovanje dodjeljivalo širom Ilirskih provincija, razdoblje francuske uprave bilo je prekratko da bi se francuska odlikovanja udomaćila, kao odlikovanja Habsburške monarhije.
Nakon Napoleonove sloma 1813. ukinute su Ilirske provincije, a hrvatske zemlje vraćene su Habsburškoj monarhiji, pod kojom ostaju sve do 1918.
Ordeni, kolajne i spomen-znakovi Habsburške Monarhije dodjeljuju se hrvatskim vojskovođama, vojnicima, ali i zaslužnim građanima.

## Nakon Napoleonove vladavine u Hrvatskoj
Tijekom Sedmogodišnjeg rata (1756. – 1763.) carica Marija Terezija odlučila je utemeljiti vojno odlikovanje za zasluge, koje bi se dodjeljivalo časnicima, za istaknutu hrabrost i mudro ponašanje u bitki. Kada je dne 18. lipnja 1757. maršal Daun postigao znamenitu pobjedu nad pruskom vojskom kod Kolina, jednu od najslavnijih u ratnoj povijesti Habsburške Monarhije, označen je taj dan kao dan utemeljenja Vojnog reda Marije Terezije. U početku je imao dva stupnja: Male i Velike križeve, a za cara Josipa II. uveden je još i međustupanj: Komanderski križ, dok je za Velike križeve dodana zvijezda koja se nosila na grudima. Prvi statut reda izdao je dne 12. prosinca 1758. muž i suvladar Marije Terezije Franjo I. Lotarinški, koji je bio prvi Veliki majstor reda. On je statutom odredio kao neosporivo osnovno pravilo "da nitko, tko god bio, zbog svog visokog roda, a još manje od same milosti ili na preporuku drugih ne može biti primljen u red, nego jedino oni koji su ne samo iz časti i dužnosti potpuno izvršavali obveze, već su se, osim vršenja svojih dužnosti naročito iskazali u izuzetnim djelima, i ne samo dali mudre i na Našu vojnu službu nužne zahtjeve, nego su svojom odlušnom hrabrošću pomogli izvršenju istih." U red su mogli primljeni biri svi časnici, bez obzira na čin, vjeru i imovinsko stanje. U praksi se samo kod dodjele Viteškog križa nije gledalo na časnički čin, jer su Komanderski i Veliki križ bili rezervirani za najviše časnike. Odlikovani časnik, ako još nije bio plemić, dobio je prijemom u red austrijsko ili ugarsko polemstvo nasljedni barunski naslov. Franjo I. Lotarinški namijenio je redu 150 000 forinti godišnje, kojim sredstvima su se, između ostalog, isplaćivale mirovine nisteljima reda i njihovim udovicama.
Vojni orden Marije Terezije nosili su mnogi naši ljudi, a treba spoemnuti grofa Ivana Draškovića, generale Josipa Šiškovića i Petra Gvozdanovića, bana Josipa Jelačiča, guvernera Dalmacije Franju Tomašića.
Na dan krunidbe sina Josipa za rimskog kralja, 5. svibnja 1764., osnovala je carica Marija Terezija još jedan red - Kraljevski Ugarski red svetog Stjepana. Red sv. Stjepana bio je najviše odlikovanje za građanske zasluge Habsburške Monarhije, a sastojao se od tri stupnja. Ukupan broj svih nositelja reda bio je ograničen na stotinu; od toga 20 Velikih križeva, 30 Komandera i 50 Malih križeva. Pritom se nisu računali crkveni dostojanstvenici. Svi vitezovi nosili su na svečanostima reda naročito ruho (ornat). Za razliku od Vojničkog reda Marije Terezije, kod dobivanja Reda sv. Stjepana gledalo se na starost plemićkog roda kandidata. Tako je kandidat za Veliki križ morao imati najmanje četiri generacije predaka plemićkog roda, premda je vladar kao Veliki majstor reda imao pravo na oprost tog uvjeta. Nositelj Velikog križa automatski su dobivali i titulu Pravog tajnog savjetnika, a Komanderi titulu Tajnog savjetnika, ako je vić nisu imali od prije. Vitezovima Malog križa dodjeljivao se najniži zahtjev grofovski ili barunski naslov.
Unuk Marije Terezije Franjo II. osnovao je tijekom rata s Napoleonom Red Leopolda (14. srpnja 1808.), koji se dodjeljivao za građanske i vojne zasluge. Red Leopolda imao je u početku tri stupnja, a 1901. je proširen na četiri stupnja. Godine 1860. propisano je da osobe odlikovane za ratne zasluge nose redove s tzv. ratnom dekoracijom, zeleno emajliranim lovorovim vijencem, kako bi se razlikovali od osoba odlikovanih za građanske zasluge. Red Leopolda mogli su dobiti samo podanici Habsburške Monarhije, bez obzira na njihov društveni položaj. Broj odlikovanih nije bio ograničen. Kasnije su odlikovanje dobivali i strani državljani, osobito diplomati. Vitezovi Reda Leopolda nosili su na svečanostima bogato ukrašeni ornat reda.
Drugo veoma značajno odlikovanje koje je osnovao austrijski car Franjo I. bio je Red željezne krune. Treba kazati, da je Red željezne krune, zapravo ustanovio Napoleon Bonaparte u povodu svoje krunidbe za kralja Italije 20. svibnja 1805. u Milanu. Tom prilikom Napoleon je okrunjen starom željeznom krunom langobardskih kraljeva koja se nalazi u katedrali u Monzi. Nakon Napoleonovoga pada i austrijske aneksije Lombardije (1815.), car Franjo I. je na Novu godinu 1816. obnovio Red željezne krune kao habsburško odlikovanje za izuzetne vojne i građanske zasluge. Red je imao tri stupnja. Svi vitezovi nosili su na svečanostima specijalni ornat sa znakovima reda, a primanje u red obavljalo se uz pomno propisan ceremonijal, u kojemu je kandidat morao položiti zakletvu vjernosti.
U povodu godišnjice vladavine mladoga cara Franje Josipa I. (2. prosinca 1849.) osnovan je posljednji viteški red Habsburške Monarhije - Red Franje Josipa. Dodjeljivao se u ratu i miru, za izuzetne zasluge u unapređenju poljoprivrede, domaće industrije i trgovine, za dostignuća na polju umjetnosti i znanosti, za požrtvovni humanitarni rad i druge društvene zasluge. Red Franje Josipa nosio se na crvenoj vrpci. Godine 1914. propisano je da časnici neborci, tj. vojni službenici, liječnici, suci i ddrugi, nose red na ispruganoj, crveno-bijeloj ratnoj vrpci.
Potkraj 1916. na većinu austrougarskih odlikovanja dodaju se mačevi, kao vidljiv znak za zasluge u borbi s neprijateljem. Tako su Red Leopolda, Red željezne krune i Red Franje Josipa dobili mačeve, dok je Red svetog Stjepana ostao i dalje isključivo građanskim odlikovanjem.
Viteške redove za zasluge dobivale su, uglavnom, osobe plemićkog podrijetla, i premda je statutima proglašena demokratičnost, kod dodjele odlikovanja pazilo se na društveni položaj kandidata. Redovi su katkad dolazili i u ruke građana, ali je to bio prije izuzetak nego li pravilo. Tek su za Franje Josipa I. kriteriji ublaženi, ali ne i kod dodjele najviših redova. Obični vojnici, također nisu mogli steći nijedan od spomenutih redova za zasluge. Njima je još car Josip II. namijenio Medalju za hrabrost (1789.), koja se dodjeljivala samo u ratu, za hrabre pothvate i izuzetnu smjelost. U to vrijeme postojale su samo Zlatne i Srebrene medalje za hrabrost, koje su se dodjeljivale u ratu s Turcima (1788. – 1791.). Medalja za hrabrost postala je s vremenom najpopularnije vojničko odlikovanje u Habsburškoj Monarhiji. Za obične vojnike (i dočasnike) ona je značila isto što i Vojni red Marije Terezije za časnički stalež. Od godine 1848. kovala se i manja srebrna medalja za hrabrost, tzv. Srebrna medalja za hrabrost 2. stupnja, a od 1915. godine i Brončana medalja za hrabrost.
Zanimljivo je spomenuti, da je 1801. godine osnovan Svećenički križ za zasluge. odlikovanje namijenjeno vojnim svećenicima koji su se istakli djelovanjem u prvim bojnim linijama, izlažući pritom svoj život opasnosti. Plemenitim i zaslužnim svećenicima dodjeljivao se zlatni ili srebrni križ na trokutastoj vrpci.

## Austro-Ugarska
U drugoj polovici 19. i početkom 20. stoljeća, za vladavine Franje Josipa I., uvedeno je mnoštvo novih spomen-medalja i spomen-znakova, kako za vojne, tako i za građanske zasluge. Jedna od poznatijih je Ratna medalja 1873., a osnovana je u povodu 25. obljetnice careva dolaska na prijestolje. Ona se dodjeljivala svima, bez obzira na društveni položaj ili čin, koji su sudjelovali u jednom ili više austrijskih ratova (od 1848. do Prvog svjetskog rata). Još popularnija Jubilarna spomenica 1898. osnovana je u povodu 50. obljetnice vladavine Franje Josipa I., dodjeljivala se svima koji su u razdoblju od 1848. do 1898. godine djelatno službovali u vojsci i žandarmeriji. Osobe koje su imale 50 ili više godina staža u vojsci ili žandarmeriji dobivale su Zlatnu, a ostali Brončanu jubilarnu spomenicu tako da je njena naklada bila milijunska. Jubilarni križ 1908. osnovan je u povodu 60. godina vladavine cara Franje Josipa I., a također se masovno dodjeljovao onima koji su tijekom proteklih 60 godina vjerno službovali u vojsci, redarstvu i u državnim građanskim službama.

## Poveznice
- Odlikovanja
- Austro-Ugarska odlikovanja
- Odlikovanja NDH
- Odlikovanja SFRJ
- Odlikovanja i priznanja Republike Hrvatske